# Hirondellea gigas
Hirondellea gigas är en kräftdjursart som beskrevs av Yakov Avadievich Birstein och Vinagradov 1955. Hirondellea gigas ingår i släktet Hirondellea och familjen Uristidae. Inga underarter finns listade i Catalogue of Life.

## Bildgalleri

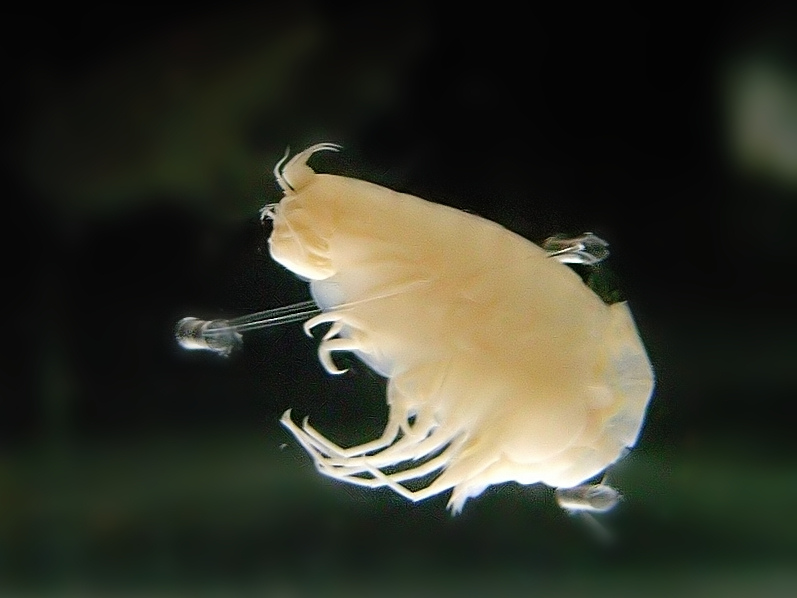